# Igénypont
Az igénypont határozza meg a szabadalom vagy használati minta oltalmi körét, hétköznapi szóhasználattal azon berendezések, anyagok vagy eljárások (együttesen műszaki megoldások) körét, amelyek védelem alatt állnak. Az igénypontban a műszaki megoldás jellemzői vannak megadva. Az igénypontnak alkalmasnak kell lennie arra, hogy egy vélt bitorlás esetén egyértelműen el lehessen dönteni, hogy az igénypontban lévő jellemzők megtalálhatók-e a bitorlónak gondolt berendezésben, anyagban vagy eljárásban is. Ha bizonyos fogalmak jelentése kérdéses, akkor az igényponthoz tartozó szabadalmi vagy használati minta leírása alapján kell azt értelmezni.
Az igénypont megszerkesztése művészet. Tömör, lényegre törő és minden szónak jelentősége van. Ha túl általános, akkor lehet találni olyan korábbi megoldást, amire ráolvasható, és akkor a szabadalom vagy használati minta oltalma megsemmisíthető. Ha túl konkrét, akkor lehet találni olyan műszaki megoldást, ami produkálja az oltalom alatt álló megoldás kedvező tulajdonságait, de nem olvasható rá az igénypont, más szóval megkerülhető az oltalom.